# Тревіс Кєльце

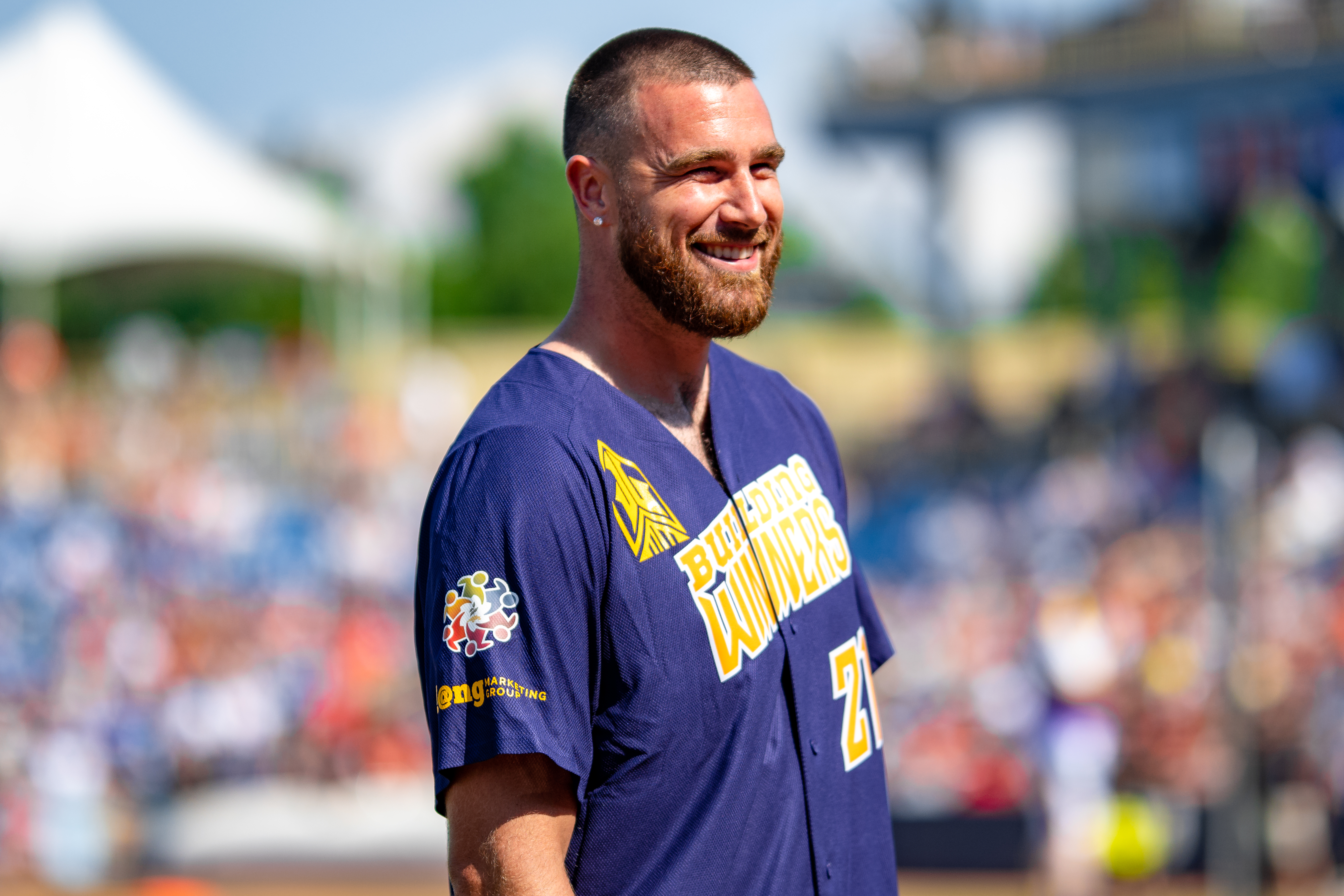
Тревіс Кєльце

Тревіс Кєльце — гравець американського футболу, який грає за «Канзас-Сіті Чіфс» в американській лізі NFL. Був обраний «Чіфс» у третьому раунді драфту НФЛ 2013 року, а згодом виграв із командою Супербоул LIV, LVII та LVIII, забивши тачдаун у всіх перемогах. Грав у університетський футбол за «Цинциннаті Беаркетс».
Вважається одним із найкращих гравців в історії на своїй позиції, Кєльце дев'ять разів брав участь у Pro Bowl і чотири рази потрапляв до першої команди All-Pro. Він є рекордсменом НФЛ за кількістю сезонів поспіль і загалом за кількістю сезонів, набравши 1000 ярдів на прийомі, з сімома. Він також є власником кількох рекордів ліги НФЛ. У сезоні 2022 року Кєльце став гравцем, який найшвидше в кар'єрі досяг 10 000 ярдів на прийомі, і став п'ятим гравцем в історії НФЛ, який досяг цього.
Окрім американського футболу, Кєльце знімався в реаліті-шоу та на телебаченні, а також у рекламі. Разом зі своїм братом Джейсоном він є співведучим подкасту New Heights, де обговорюються теми від американського футболу до поп-культури. Особисте життя Кєльце є предметом широкого інтересу ЗМІ через його стосунки зі співачкою Тейлор Свіфт.